# Tereza Koldovská
Tereza Koldovská (Jablonec nad Nisou, 19 ottobre 2004) è una combinatista nordica ceca.

## Biografia
Tereza Koldovská, originaria di Smržovka e attiva dal settembre del 2016, ha esordito ai Campionati mondiali a Oberstdorf 2021, dove si è classificata 27ª nel trampolino normale, e in Coppa del Mondo il 3 dicembre dello stesso anno a Lillehammer (25ª); ai Mondiali di Planica 2023 si è piazzata 30ª nel trampolino normale e a quelli di Trondheim 2025 è stata 36ª nel trampolino normale, 34ª nella partenza in linea e 10ª nella gara a squadre mista. 

## Palmarès

### Coppa del Mondo
- Miglior piazzamento in classifica generale: 21ª nel 2022